# 中田花奈
中田 花奈（なかだ かな、1994年〈平成6年〉8月6日 - ）は、日本のタレント、グラビアアイドル、プロ雀士、雀荘カフェ経営者、女性アイドルグループ乃木坂46の元メンバー。大阪府生まれ、埼玉県出身。乃木坂46合同会社所属。日本プロ麻雀連盟およびBEAST X所属。

## 来歴
小学1年生の時、父親にモーニング娘。のライブへ連れて行ってもらったのがきっかけでアイドルを好きになり、田中れいなや松浦亜弥のコンサートへ行くようになった。小学4年生の時、メイクに興味が湧き、アイドルよりモデルの舞川あいくを好きになった。その頃は埼玉県が「ダサイたま」と呼ばれていることから、必要以上にファッションを気にし、埼玉県内では買わないようSHIBUYA 109-2のNARUMIYAで買っていた。小学校を卒業後、女子中高一貫校へ進学した。
中学2年生の時、AKB48が好きな友達がきっかけでAKB48の「10年桜」を聴き、モデルでありながらアイドルでもあった篠田麻里子に惹かれた。そこからAKB歌劇団の宣伝写真を通じて柏木由紀を好きになり、柏木由紀の所属するAKB48チームBの公演へ行くようになった。公演ではAKB48チームBの公演チケットよりも研究生の公演チケットの方が当たりやすかったため、研究生の公演を観賞する機会が増えた。その影響でテレビに出演していなくても現場で頑張っているアイドルに惹かれるようになり、柏木由紀・森高千里など、パフォーマンス能力のあるアイドルに憧れるようになった。それ以降、他のアイドルの公演も行くようになり、愛乙女★DOLLやDoll☆Elements、SUPER☆GiRLS、東京女子流などを観賞した。将来はニュースキャスターになるつもりだった。
2011年（平成23年）8月21日、乃木坂46の1期生オーディションに合格、オーディションではフレンチ・キスのシングルに収録された柏木由紀のソロ曲「夜風の仕業」を歌った。オーディションは1回目のダンス審査で落選したが、敗者復活戦で合格した。同オーディション以前に2011年2月に行われたAKB48 第12期研究生オーディションを受けており、乃木坂46としての活動開始時にはライバルとしてAKB48の12期生として活動していた武藤十夢の名を挙げていた。
その後はグループ内で暫定選抜メンバーに選ばれ、立ち位置は後列だった。オーディションを受けた理由について「知らず知らず『私を元気付けてくれるアイドル』という存在に憧れていた」と語っているほか、父親からはオーディションへの応募を勧められていた。合格後、学校が芸能活動禁止だったために退学しようと考えたが、母親は中田が大学へ進学して就職するまでの道のりを考えていたために反対され、転校を選んだ。その後握手会が開催され、人生で初めて男性の手に触れる経験をした。それまでそのようなアルバイトの経験がなく女子校出身だったため、男性とちゃんと話した経験や恋愛を目の当たりにした経験もなかった。
2012年（平成24年）5月2日、2ndシングル「おいでシャンプー」で初のフロントを務めた。同年10月、4thシングル「制服のマネキン」の選抜発表で初の選抜落ちが発表された。それまで選抜のよい位置を任されていたために落胆した。なぜなら『16人のプリンシパル』の全ての回で異なる役を演じ、4位という結果も残し、かつ大学進学を諦めて活動に専念すると決めた直後だったからである。それ以降はイメージを変えるためにボブヘアだった髪型をロングヘアに変えた。
2013年（平成24年）3月9日、高等学校を卒業した。それまで大学受験のために塾へ通っていたが、乃木坂46のために大学進学を諦めた。この件について、母親からは理解を得られなかったが、父親からは理解を得られた。なぜなら、もともと父親は娘にアイドルをやらせたくて子どもの頃からハロー!プロジェクトのオーディションを受験させていたからである。その後、何もない生活が続いて途方に暮れる時期もあったが、ブログやモバイルメール、パフォーマンスなど、まず目の前のことを確実にこなすことを考えた。同年4月18日、『生のアイドルが好き』（ニコニコ生放送）に中田花奈・松村沙友理の2人でMCとして初のレギュラー出演を開始した。
2014年（平成26年）、乃木坂46でブログ更新率1位になった。同年5月24日、映画『デスブログ 劇場版』で初の主演を務めた。同年6月29日、『乃木坂って、どこ?』（テレビ愛知）の頭脳王で優勝し、初代・頭脳女王となった（予選ペーパーテストは秋元真夏と同率トップ）。
2015年（平成27年）1月10日、乃木神社で成人式を迎えた。同年10月、株式投資を始めた。
2016年（平成28年）4月1日、『沈黙の金曜日』（FM FUJI）の三代目アシスタントとしてレギュラー出演。
2017年（平成29年）1月30日、17thシングル「インフルエンサー」で11作（約3年半）ぶりに選抜メンバーに復帰。同年9月4日、19thシングル「いつかできるから今日できる」で選抜メンバーを務めることが発表された。
2018年（平成30年）4月10日、乃木坂46版ミュージカル『美少女戦士セーラームーン』のTeam STARでセーラーヴィーナス / 愛野美奈子役を演じることが発表された。同年10月2日から5日までZepp Sapporoで開催された「乃木坂46 アンダーライブ全国ツアー2018 〜北海道シリーズ〜」では座長を務めた。
2019年（令和元年）、真夏の全国ツアーでは桜井玲香、和田まあや、阪口珠美、金川紗耶とともに「自分じゃない感じ」を披露。得意のダンスを活かして華麗なステップと色気を見せつけた。また、桜井玲香卒業公演の際は、最後のスピーチで人目をはばからず号泣していた。桜井玲香とは女子校カルテットの仲である（他に秋元真夏、若月佑美がいる）。同年12月1日、『『トップ目とったんで!』三代目決定戦 生放送で麻雀ガチバトル』（TBSチャンネル）で、レギュラー番組を懸けて村瀬紗英（NMB48）、永野芹佳（AKB48）、山本彩加（NMB48）と対戦し優勝。村瀬から番組を奪取し、自身初の冠番組を獲得した。中田の冠番組就任に伴い『乃木坂46中田花奈の麻雀ガチバトル! かなりんのトップ目とれるカナ?』に名前を変えて、2020年1月から2024年1月まで放送された。
2020年（令和2年）、25thシングル「しあわせの保護色」において6作ぶりに選抜入りした。同年5月、『熱闘!Mリーグ』（ABEMA NEWS）に出演した際、自身の冠番組である『かなりんのトップ目とれるカナ?』が始まる前に「もう卒業してるはずだった」ことや「冠番組が決まったことで、もうちょっとやってみよう」と考えたことを明かした。同年7月10日、出演していた『沈黙の金曜日』の終了直前、グループからの卒業を発表。同年10月13日、1st写真集『好きなことだけをしていたい』（光文社）を発売。同年10月23日、レギュラー出演していた『沈黙の金曜日』を卒業した。同年10月25日、オンライン ミート&グリート『forTUNE meets』のイベントで乃木坂46としての活動を終了。同年11月14日、1st写真集のInstagramアカウントを個人のアカウントとして引き継ぐ形で運用を始めた。同年11月24日、『かなりんのトップ目とれるカナ？』公式Twitterで2021年の秋まで継続することが発表された。同年11月26日、乃木坂46公式サイト内の公式ブログが閉鎖された。同年12月1日、中田花奈&staff公式Twitterを開設した。同年12月5日、書籍『「バフェットの投資術」を学んだら、生き方まで変わった話。』（PHP研究所）を日本大学商学部・濱本明教授との共著で出版。
2021年（令和3年）1月4日、テレビ朝日公式YouTubeチャンネル『動画、はじめてみました【テレビ朝日公式】』で雀荘カフェ経営、プロ雀士を目指すドキュメント企画「中田花奈（元乃木坂46）の“プロ雀士への道”」をスタートさせ、同年3月9日、生配信で日本プロ麻雀連盟第37期後期プロテストに正規合格したことを発表した。プロテスト合格後初となるタイトル戦「桜蕾戦」で決勝戦へ進出。同年4月24日、『カンニング竹山のイチバン研究所』（TOKYO MX）の研究員としてレギュラー出演。同年6月15日、中田がオーナーを務める麻雀カフェ『chun.』が東京・赤坂にオープンした。
2022年（令和4年）4月7日、『西川あやの おいでよ!クリエイティ部』（文化放送）木曜コメンテーターとしてレギュラー出演。同年9月13日、『それSnow Manにやらせて下さいSP〜9人ダンス日本一決定戦〜』（TBSテレビ）に「ダンス最強芸能人チーム」の一人として出演。同年9月17日、「麻雀最強戦2022 女流プロ令和の乱」の決勝に進出、順位は3位。
2023年（令和5年）6月30日、麻雀プロリーグ「Mリーグ2023-24」のドラフト会議において新規参入チーム「BEAST Japanext（現BEAST X）」から指名を受けた。同年7月20日、JRAの競馬エンタメサイト「JRAFUN」とインターネットスポーツメディアの「SPORTS BULL」のコラボによる、YouTubeの新しい競馬バラエティー冠番組『中田花奈のウマくなりたい！』を担当することが公表された。
2024年（令和6年）2月5日発売『週刊ヤングマガジン』（講談社）10号にて表紙及び巻頭グラビアで水着姿を披露。事務所スタッフを説得しての念願のグラビア仕事だった。2月28日、麻雀を題材にしたテレビアニメ『ぽんのみち』の出演声優によるユニット“中田花奈 feat. ぽんのみちオールスターズ”のOP曲『ポンポポポン』がリリース。同年8月6日、オフィシャルWEBサイトとモバイルファンクラブをオープン。
2025年5月27日に、2nd写真集『掻き立てる』を発売。重版も決定した。

## 人物
愛称は、かなりん。キャッチコピーは「上から読んでも下から読んでもなかだかな、横から読むと"ダ"！」。グラマラスボディの持ち主だが、水着には恥じらいがある。
乃木坂46の2ndシングル「おいでシャンプー」の間奏では「ダメダメダメ！ナカダカナシカ ナカダカナシカ 俺のナカダカナシカ」と、専用コールの「ナカダカナシカコール」が存在しており、これは元々はファンが自然発生で言い出した。このコールに関して「自然発生でファンの方が言い出して、本当ありがたいんですよ」と話している。

### 嗜好
好きな食べ物は甘いもの、うどん、野菜ジュース。肉や魚があまり好きではない（厳密には焼肉があまり好きではないだけで、決して肉料理が嫌いなわけではない。餃子は大好き）。主食は菓子で洋菓子、和菓子が大好き。ピエール・ガニェールの五右衛門というケーキを食べてからスイーツ愛好家になった。好きなアーティストは黒木メイサ。
日本語ラップやMCバトルが好きで、自身がレギュラー出演していたのラジオ番組『沈黙の金曜日』（FM FUJI）では「中田花奈のフリースタイル」というコーナーがあった。2016年11月27日放送の『乃木坂工事中』（テレビ愛知）では、MCのバナナマンにオススメしたい1曲としてCreepy Nutsの「刹那」を紹介した。楽曲ではCreepy Nutsのほか、ZORN、ちゃんみな、唾奇など、様々なラッパーの音源を聴く。
スニーカーが好き。自己主張のファッションアイテムとしてアイドル時代から好んで集めて履いている。コレクションとして初めて買ったのはNIKE AIR ZOOM FLIGHT 95。コレクションは60足以上（2021年10月時点）。自身のInstagramにコレクションを投稿している。

### 趣味
趣味はアイドル。
アイドルオタクで、アニメオタクではない。アイドル好きであることは「私が私であるための前提」だという。仮面女子やHKT48などを観賞する。AKB48の劇場公演を好み、アイドルはライブをするものだという理想型を描いており「アイドルはパフォーマンスしてなんぼ」で、ブログは作りこむものではないが、歌やダンスといったステージ上のパフォーマンスは作りこむものだと考えている。アイドルファンとして人気のあるメンバーが前列に選ばれることはよいことだと考えている。その他、哲学に興味がある。アイドルグループでは大所帯でもユニットが作れるグループを好み、ハロー!プロジェクトのファンとして、とくにLuce Twinkle Wink☆を愛する。アイドルグループではフェアリーズや東京女子流、℃-ute、Juice=Juiceなど5人程度のグループを好む傾向がある。
父親がアニメを好きでなかったため、子どもの頃からアニメをほとんど観た経験がない。ただし、漫画『君に届け』『スイッチガール!!』は読んだことがある。
TBSラジオの「JUNK」、ニッポン放送の「オールナイトニッポン」など、ラジオの深夜放送を愛聴している。CBCラジオ『#むかいの喋り方』、エフエム大阪（FM大阪）『よしもとラジオ高校〜らじこー』、京都放送（KBS京都ラジオ）『キョートリアル!コンニチ的チュートリアル』といった地方のラジオも聴取している。時折ネタの投稿も行っており『アルコ&ピース D.C.GARAGE』『うしろシティ 星のギガボディ』（ともにTBSラジオ）では、正体を伏せて投稿したネタメールが採用された経験がある。
ある舞台出演での台詞から麻雀に興味を持ち、仕事が終わった後に乃木坂46や欅坂46のスタッフたちと雀卓を囲むなど麻雀を嗜むようになり、2018年12月には役満貫の四暗刻で上がった。

### 特技
特技はアイドル鑑賞、ピアノ、ダンス、麻雀、ベース。
ピアノは14年間の経験がある。保有資格は語彙・読解力検定準2級、普通自動車免許。
フォーチュン中田としては、独学でタロット占いを学び、濱口優の弟である濱口善幸に指導を受けている。

### 乃木坂46
乃木坂46のダンス七福神、検定八福神、乃木團のベース、サンクエトワール、さゆりんご軍団の元研究生で、人事異動を経て同軍団の正規メンバーになった。七福神・平選抜・アンダーのすべてを経験し、表題曲のフロントとアンダー曲のセンターを務めたメンバーで、かつ『16人のプリンシパル』の全9公演・第2幕で9回ともすべて異なる役を演じた唯一のメンバー。乃木坂46頭脳王。
ダンス七福神で、3歳から中学受験するまでバレエを習っていた。中学生時代はバトン部に所属し、全国大会で金賞を受賞した。高校生時代はヒップホップダンスを始めた。ヒップホップを踊っていた頃は一体感のあるダンスを重視していたが、アイドルになってからは自分をアピールして好きになってもらうダンスを重視した。乃木坂46ではメディア選抜メンバー以上のダンスパフォーマンスを見せるために自主練習に取り組んでおり、サイドポニーの髪型はダンスパフォーマンスを追究した結果辿り着いた。ダンスに関しては気づいた点があれば指摘するよう心掛けており、アンダーライブでは映像を通じて反省点を挙げ、伊藤万理華と議論した。ダンスの上手なメンバーとして川村真洋を挙げている。
さゆりんご軍団では当初は研究生であったが、2019年5月29日、『生のアイドルが好き』内で、研究生から昇格し「ラスボス」担当に人事異動することが発表された。
好きな振付は「自由の彼方」。好きな曲は「他の星から」、「別れ際、もっと好きになる」、「気づいたら片想い」。ただし、乃木坂46を知らない人には「制服のマネキン」を推薦している。好きなミュージック・ビデオは「せっかちなかたつむり」、「気づいたら片想い」、「白米様」。

## 麻雀
2023年（令和5年）1月8日、日本プロ麻雀連盟E2リーグ①組最終節において5位の成績を収め、E1リーグに昇級。
同年6月30日、Mリーグ・2023年シーズンから新参入のBEAST Japanext（現BEAST X）からドラフト1巡目4番目で指名された。
Mリーグのキャッチフレーズは「純卓のインフルエンサー」。現役のMリーガーでは最年少。国民的アイドルグループ出身のMリーガーは史上初。
第7回『〜地上最強位決定戦〜THE極雀DEポン』（フジテレビONE）にて放送対局では自身初となる役満の国士無双を和了る。終始リードを保つも最後は惜しくも優勝を逃した。
第4回リーチ麻雀世界選手権 ベスト16

### Mリーグ成績
| シーズン | チーム         | 半荘 | 個人スコア | 個人スコア | 個人スコア | 最高スコア | 最高スコア | 4着回避率 | 4着回避率 | 連対率 | トップ率 | 平均 着順 | 1着 | 1.5 | 2着 | 2.5 | 3着 | 3.5 | 4着 | 参照    |
| シーズン | チーム         | 半荘 | Pt         | 順位       | 平均       | 点         | 順位       | 率        | 順位      | 連対率 | トップ率 | 平均 着順 | 1着 | 1.5 | 2着 | 2.5 | 3着 | 3.5 | 4着 | 参照    |
| -------- | -------------- | ---- | ---------- | ---------- | ---------- | ---------- | ---------- | --------- | --------- | ------ | -------- | --------- | --- | --- | --- | --- | --- | --- | --- | ------- |
| 2023-24  | BEAST Japanext | 14   | ▲261.3     | 35/36      | ▲18.7      | 39,300     | 36/36      | 0.8571    | 4T/36     | 14.3%  | 7.1%     | 2.93      | 1   | 0   | 1   | 0   | 10  | 0   | 2   | [ 119 ] |
| 2024-25  | BEAST X        | 20   | ▲575.4     | 36/36      | ▲28.8      | 50,100     | 26/36      | 0.4500    | 35/36     | 20.0%  | 10.0%    | 3.25      | 2   | 0   | 2   | 0   | 5   | 0   | 11  | [ 120 ] |
| 通算     | 通算           | 34   | ▲836.7     | ▲836.7     | ▲24.6      | 50,100     | 50,100     | 61.8%     | 61.8%     | 17.6%  | 8.8%     | 3.12      | 3   | 0   | 3   | 0   | 15  | 0   | 13  |         |

- 個人賞は規定打荘数（20半荘）以上の選手が対象
- 着順の1.5、2.5、3.5は1着同着、2着同着、3着同着

| シーズン               | チーム                 | 半荘                         | 個人スコア                   | 個人スコア                   | 最高スコア                   | 4着回避率                    | 連対率                       | トップ率                     | 平着                         | 1着                          | 1.5                          | 2着                          | 2.5                          | 3着                          | 3.5                          | 4着                          |                        |
| シーズン               | チーム                 | 半荘                         | Pt                           | 平均                         | 最高スコア                   | 4着回避率                    | 連対率                       | トップ率                     | 平着                         | 1着                          | 1.5                          | 2着                          | 2.5                          | 3着                          | 3.5                          | 4着                          |                        |
| セミファイナルシリーズ | セミファイナルシリーズ | セミファイナルシリーズ       | セミファイナルシリーズ       | セミファイナルシリーズ       | セミファイナルシリーズ       | セミファイナルシリーズ       | セミファイナルシリーズ       | セミファイナルシリーズ       | セミファイナルシリーズ       | セミファイナルシリーズ       | セミファイナルシリーズ       | セミファイナルシリーズ       | セミファイナルシリーズ       | セミファイナルシリーズ       | セミファイナルシリーズ       | セミファイナルシリーズ       | セミファイナルシリーズ |
| セミファイナル通算     | セミファイナル通算     | セミファイナルシリーズ未出場 | セミファイナルシリーズ未出場 | セミファイナルシリーズ未出場 | セミファイナルシリーズ未出場 | セミファイナルシリーズ未出場 | セミファイナルシリーズ未出場 | セミファイナルシリーズ未出場 | セミファイナルシリーズ未出場 | セミファイナルシリーズ未出場 | セミファイナルシリーズ未出場 | セミファイナルシリーズ未出場 | セミファイナルシリーズ未出場 | セミファイナルシリーズ未出場 | セミファイナルシリーズ未出場 | セミファイナルシリーズ未出場 |                        |
| ファイナルシリーズ     | ファイナルシリーズ     | ファイナルシリーズ           | ファイナルシリーズ           | ファイナルシリーズ           | ファイナルシリーズ           | ファイナルシリーズ           | ファイナルシリーズ           | ファイナルシリーズ           | ファイナルシリーズ           | ファイナルシリーズ           | ファイナルシリーズ           | ファイナルシリーズ           | ファイナルシリーズ           | ファイナルシリーズ           | ファイナルシリーズ           | ファイナルシリーズ           | ファイナルシリーズ     |
| ファイナル通算         | ファイナル通算         | ファイナルシリーズ未出場     | ファイナルシリーズ未出場     | ファイナルシリーズ未出場     | ファイナルシリーズ未出場     | ファイナルシリーズ未出場     | ファイナルシリーズ未出場     | ファイナルシリーズ未出場     | ファイナルシリーズ未出場     | ファイナルシリーズ未出場     | ファイナルシリーズ未出場     | ファイナルシリーズ未出場     | ファイナルシリーズ未出場     | ファイナルシリーズ未出場     | ファイナルシリーズ未出場     | ファイナルシリーズ未出場     |                        |
| ---------------------- | ---------------------- | ---------------------------- | ---------------------------- | ---------------------------- | ---------------------------- | ---------------------------- | ---------------------------- | ---------------------------- | ---------------------------- | ---------------------------- | ---------------------------- | ---------------------------- | ---------------------------- | ---------------------------- | ---------------------------- | ---------------------------- | ---------------------- |

## 作品

### シングル
乃木坂46
- ぐるぐるカーテン（2012年2月22日、SRCL-7900/6） - EAN 4988009051550。
- 乃木坂の詩（2012年2月22日、SRCL-7900/1） - EAN 4988009051550。
- 会いたかったかもしれない（2012年2月22日、SRCL-7902/3） - EAN 4988009051567。
- 失いたくないから（2012年2月22日、SRCL-7904/5） - EAN 4988009051581。
- 白い雲にのって（2012年2月22日、SRCL-7906） - EAN 4988009051598。
- おいでシャンプー（2012年5月2日、SRCL-7966/72） - EAN 4988009052243。
- 心の薬（2012年5月2日、SRCL-7966/72） - EAN 4988009052243。
- ハウス!（2012年5月2日、SRCL-7972） - EAN 4988009052298。
- 走れ!Bicycle（2012年8月22日、SRCL-8058/64） - EAN 4988009052861。
- せっかちなかたつむり（2012年8月22日、SRCL-8058/64） - EAN 4988009052861。
- 人はなぜ走るのか?（2012年8月22日、SRCL-8060/1） - EAN 4988009052892。
- 音が出ないギター（2012年8月22日、SRCL-8062/3） - EAN 4988009052908。
- 春のメロディー（2012年12月19日、SRCL-8205/6） - EAN 4988009056456。
- 指望遠鏡〜アニメ版〜（2012年12月19日、SRCL-8208） - EAN 4988009056487。
- 君の名は希望（2013年3月13日、SRCL-8253/9） - EAN 4988009080833。
- シャキイズム（2013年3月13日、SRCL-8253/9） - EAN 4988009080833。
- ロマンティックいか焼き（2013年3月13日、SRCL-8253/4） - EAN 4988009080833。
- サイコキネシスの可能性（2013年3月13日、SRCL-8259） - EAN 4988009080864。
- ガールズルール（2013年7月3日、SRCL-8315/21） - EAN 4988009084725。
- 世界で一番 孤独なLover（2013年7月3日、SRCL-8315/21） - EAN 4988009084725。
- 他の星から（2013年7月3日、SRCL-8319/20） - EAN 4988009084749。
- 人間という楽器（2013年7月3日、SRCL-8321） - EAN 4988009084756。
- そんなバカな…（2013年11月27日、SRCL-8425/6） - EAN 4988009087894。
- 初恋の人を今でも（2013年11月27日、SRCL-8427/8） - EAN 4988009087900。
- 生まれたままで（2014年4月2日、SRCL-8524/5） - EAN 4988009092300。
- ここにいる理由（2014年7月9日、SRCL-8567/8） - EAN 4988009094236。
- 僕が行かなきゃ誰が行くんだ?（2014年7月9日、SRCL-8569） - EAN 4988009094243。
- 遠回りの愛情（2014年10月8日、SRCL-8621/7） - EAN 4988009097251。
- あの日 僕は咄嗟に嘘をついた（2014年10月8日、SRCL-8625/6） - EAN 4988009097275。
- 君は僕と会わない方がよかったのかな（2015年3月18日、SRCL-8784/5） - EAN 4988009104591。
- 別れ際、もっと好きになる（2015年7月22日、SRCL-8844/5） - EAN 4988009110790。
- 嫉妬の権利（2015年10月28日、SRCL-8910/6） - EAN 4988009116747。
- 大人への近道（2015年10月28日、SRCL-8912/3） - EAN 4988009116754。
- 隙間（2015年10月28日、SRCL-8956） - EAN 4988009116778。
- 不等号（2016年3月23日、SRCL-9032/3） - EAN 4988009125503。
- シークレットグラフィティー（2016年7月27日、SRCL-9145/6） - EAN 4988009131429。
- ブランコ（2016年11月9日、SRCL-9260/1） - EAN 4547366278873。
- 君に贈る花がない（2016年11月9日、SRCL-9264/5） - EAN 4547366278897。
- インフルエンサー（2017年3月22日、SRCL-9370/8） - EAN 4547366297515。
- 人生を考えたくなる（2017年3月22日、SRCL-9370/8） - EAN 4547366297515。
- アンダー（2017年8月9日、SRCL-9491/2） - EAN 4547366319163。
- いつかできるから今日できる（2017年10月11日、SRCL-9572/80）  - EAN 4547366330311。
- Against（2018年4月25日、SRCL-9782/90） - EAN 4547366354140。
- 新しい世界（2018年4月25日、SRCL-9784/5） - EAN 4547366354157。
- 三角の空き地（2018年8月8日、SRCL-9913/4） - EAN 4547366369465。
- 日常（2018年11月14日、SRCL-9976/7） - EAN 4547366382044。
- 告白の順番（2018年11月14日、SRCL-9978/9） - EAN 4547366382051。
- 滑走路（2019年5月29日、SRCL-11186/94） - EAN 4547366406672。
- 〜Do my best〜じゃ意味はない（2019年9月4日、SRCL-11266/7） - EAN 4547366418606。
- しあわせの保護色（2020年3月25日、SRCL-11460/8） - EAN 4547366444193。
- 世界中の隣人よ（2020年5月25日）[121]

まゆ坂46
- ツインテールはもうしない（2012年7月25日、SRCL-8030/1） - EAN 4988009052632。

こじ坂46
- 風の螺旋（2014年11月26日、KIZM-90317/8） - EAN 4988003460884。

中田花奈 feat.ぽんのみちオールスターズ
- ポンポポポン（2024年2月28日、VVCL-2412）[122] - EAN 4547366657449。

### アルバム
乃木坂46
- 透明な色（2015年1月7日、SRCL-8662/7） - EAN 4988009099934。
- それぞれの椅子（2016年5月25日、SRCL-9078/86） - EAN 4988009128580。
- 生まれてから初めて見た夢（2017年5月24日、SRCL-9437/44） - EAN 4547366307825。
- 僕だけの君〜Under Super Best〜（2018年1月10日、SRCL-9630/7） - EAN 4547366336214。
- 今が思い出になるまで（2019年4月17日、SRCL-11140/7） - EAN 4547366401325。
- Time flies（2021年12月15日、SRCL-12020/30） - EAN 4547366534184。

### 映像作品
- 中田花奈×高松明子（2012年2月22日） - EAN 4988009051581。
- 中田花奈×手塚眞（2012年5月2日） - EAN 4988009052267。
- AKB48 リクエストアワー セットリストベスト100 2012（2012年6月13日） - EAN 4580303210611。
- さばドル（2012年7月25日） - EAN 4534530055859。
- 中田花奈×福居英晃（2012年8月22日） - EAN 4988009052908。
- 中田花奈（2012年12月19日） - EAN 4988009056449。
- 指原莉乃プロデュース『第一回ゆび祭り〜アイドル臨時総会〜』（2012年12月26日） - EAN 4988064916603。
- 中田花奈×近藤大介（2013年3月13日） - EAN 4988009080857。
- 16人のプリンシパル@PARCO劇場ダイジェスト（2013年7月3日） - EAN 4988009084725。
- 初夏の全力! 乃木坂46大運動会（2013年7月3日） - EAN 4988009084732。
- Making of 6th Single（2013年7月3日） - EAN 4988009084749。
- 中田花奈×金秀峯（2013年11月27日） - EAN 4988009087900。
- 乃木坂46 1ST YEAR BIRTHDAY LIVE 2013.2.22 MAKUHARI MESSE（2014年2月5日） - EAN 4988009090900。
- NOGIBINGO!（2014年3月7日） - EAN 4988021109758。
- Creator's Etude 権八成裕編（2014年4月2日） - EAN 4988009092270。
- デスブログ 劇場版（2014年7月2日） - EAN 4907953041745。
- 中田花奈×ナカバヤシシュン（2014年7月9日） - EAN 4988009094212。
- NOGIBINGO!2（2014年9月12日） - EAN 4988021299015。
- 中田花奈（2014年10月8日） - EAN 4988009097275。
- 中田花奈&永島聖羅（2015年3月18日） - EAN 4988009104591。
- NOGIBINGO!3（2015年4月24日） - EAN 4988021729635。
- AKB48 リクエストアワーセットリストベスト1035 2015（2015年4月30日） - EAN 4580303213667。
- 乃木坂46 2ND YEAR BIRTHDAY LIVE 2014.2.22 YOKOHAMA ARENA（2015年6月17日） - EAN 4988009110134。
- 中田花奈&樋口日奈（2015年7月22日） - EAN 4988009110790。
- NOGIBINGO!4（2015年10月16日） - EAN 4988021729734。
- 中田花奈（2015年10月28日） - EAN 4988009116761。
- 悲しみの忘れ方 Documentary of 乃木坂46（2015年11月18日） - EAN 4988104099327。
- 初森ベマーズ（2016年1月20日） - EAN 4988104099433。
- NOGIBINGO!5（2016年2月19日） - EAN 4988021729871。
- 中田花奈（2016年3月23日） - EAN 4988009125503。
- 乃木坂46 3rd YEAR BIRTHDAY LIVE 2015.2.22 SEIBU DOME（2016年7月6日） - EAN 4988009129518。
- NOGIBINGO!6（2016年9月30日） - EAN 4988021714662。
- 乃木坂46 4th YEAR BIRTHDAY LIVE 2016.8.28-30 JINGU STADIUM（2017年6月28日） - EAN 4547366310580。
- NOGIBINGO!7（2017年8月4日） - EAN 4988021146081。
- NOGIBINGO!8（2018年3月16日） - EAN 4988021146821。
- 乃木坂46 5th YEAR BIRTHDAY LIVE 2017.2.20-22 SAITAMA SUPER ARENA（2018年3月28日） - EAN 4547366344523。
- 映画『あさひなぐ』（2018年5月16日） - EAN 4988104116864。
- 乃木坂46 真夏の全国ツアー2017 FINAL! IN TOKYO DOME（2018年7月11日） - EAN 4547366363999。
- NOGIBINGO!9（2018年10月19日） - EAN 4988021147392。
- 乃木坂46版 ミュージカル「美少女戦士セーラームーン」（2019年3月20日） - EAN 4589630117631。
- 乃木坂46 6th YEAR BIRTHDAY LIVE 2018.07.06-08 JINGU STADIUM&CHICHIBUNOMIYA RUGBY STADIUM（2019年7月3日） - EAN 4547366411270。
- NOGIBINGO!10（2019年10月25日） - EAN 4988021148757。
- いつのまにか、ここにいる Documentary of 乃木坂46（2019年12月25日） - EAN 4988104123695。
- 乃木坂46 7th YEAR BIRTHDAY LIVE 2019.2.21-24 KYOCERA DOME OSAKA（2020年2月5日） - EAN 4547366438956。
- 乃木坂46 8th YEAR BIRTHDAY LIVE 2020.2.21-24 NAGOYA DOME（2020年12月23日） - EAN 4547366482812。
- さ〜ゆ〜Ready?さゆりんご軍団ライブ/松村沙友理 卒業コンサート（2023年4月26日）[123]

## 出演

### バラエティ
- 東京アイドル戦線（2017年7月6日、テレビ東京）
- 麻雀ガチバトル トップ目とったんで!二代目決定トーナメント（2017年10月14日 - 28日、TBSチャンネル1）[124]
  - NMB48村瀬紗英の麻雀ガチバトル!さえぴぃのトップ目とったんで!（2018年1月6日[125]・20日[126]、TBSチャンネル1）[127]
  - トップ目とったんで!三代目決定戦 生放送で麻雀ガチバトル （2019年12月1日、TBSチャンネル１)
  - 元乃木坂46中田花奈の麻雀ガチバトル! かなりんのトップ目とれるカナ?（2020年1月26日 - 2024年1月28日、TBSチャンネル1）[39]
- ラストアイドル（2018年6月3日 - 17日、テレビ朝日）審査員[128][129][130]
- 車あるんですけど…?（2017年12月24日[131]、2018年12月8日[132]、テレビ東京）
- ザ・ドキュメンタリー『駄菓子屋ROCK〜子どもの笑顔を守る湘南のヒーロー〜』（2019年4月1日、テレビ東京）ナレーター[133]
- カンニング竹山のイチバン研究所（2021年4月24日 - 、TOKYO MX）[134]
- ぐるり東京 江戸散歩（2022年4月2日 - 23日、TOKYO MX）[135][136][137][138]
- MリーグNo.1への道 BEAST ROAD（2023年7月5日 - 、BSJapanext→BS10）[139]

### 報道番組
- ABEMA Prime（2021年4月14日 - 2022年、AbemaTV）[注 5]

### 映画
- デスブログ 劇場版（2014年5月24日、チャンス・イン）主演・前田瞳 役[141]

### 舞台
- じょしらく（2015年6月19日 - 21日・24日・28日、AiiA 2.5 Theater Tokyo）暗落亭苦来 役[142][143]。
- じょしらく弐 〜時かけそば〜（2016年5月12日・14日・17日・19日・21日、AiiA 2.5 Theater Tokyo）暗落亭苦来 役[144][145]。
- 乃木坂46版 ミュージカル「美少女戦士セーラームーン」（2018年6月8日 - 24日、天王洲 銀河劇場 / 9月21日 - 30日、TBS赤坂ACTシアター）Team STAR：愛野美奈子 / セーラーヴィーナス 役[146]

### テレビアニメ
- ぽんのみち（2024年、田中奈花[147]）

### ラジオ
- 沈黙の金曜日（2016年4月1日 - 2020年10月23日、FM FUJI）アシスタントMC[33]
- 乃木坂46のオールナイトニッポン（2020年6月24日、9月30日）週替りパーソナリティ[148][149]
- 西川あやの おいでよ!クリエイティ部（2022年4月7日 - 、文化放送）木曜スタジオ部員（コメンテーター）[55]
- STEP ONE（2023年1月 - 7月、J-WAVE）月曜アシスタント（ノイハウス萌菜の産休に伴う代理）

### ネット配信
- 生のアイドルが好き（2013年4月18日 - 2020年10月24日、ニコニコ生放送）MC[28]
- 麻雀最強戦2021（2021年、ABEMA[150]）アシスタント[151]
- ABEMA Prime（2021年4月14日 - 2022年、ABEMA）水曜コメンテーター、隔週担当[140]
- アルピーチャンネル（2021年10月1日、2022年5月13日・17日）ゲスト[152][153][154]
- 矢口真里の火曜The NIGHT（2022年8月10日 - 8月31日、ABEMA）8月期マンスリーMC[155]
- 投資のカタリバ！（2022年12月3日 - 24日、YouTube）[156][157][158][159]
- 動画、はじめてみました【テレビ朝日公式】（2021年1月4日 - 2023年3月25日、YouTube）[160]

- 【新企画】中田花奈（元乃木坂46）プロ雀士&雀荘カフェ経営を目指して始動！麻雀への愛を語ります🀄️【中田花奈プロ雀士への道#1】（2021年1月4日）[161]
- 【中田花奈（元乃木坂46）】プロ雀士&雀荘カフェ経営を目指して始動！まずはスタッフとガチ対局🀄️【中田花奈プロ雀士への道#2】（2021年1月9日）[162]
- 【中田花奈（元乃木坂46）】スタッフとガチ対局🀄️「今回本気出します。」【中田花奈プロ雀士への道#3】（2021年1月16日）[163]
- 【中田花奈（元乃木坂46）】風林火山・藤沢マネジャーボコボコ❗️❓「トップ目とれるカナ？」【中田花奈プロ雀士への道#4】（2021年1月23日）[164]
- 【中田花奈（元乃木坂46）最後にドラマ🔥】初対局トップ目オーラスでまさかの・・・❗️❓【中田花奈プロ雀士への道#5】（2021年1月30日）[165]
- 【中田花奈（元乃木坂46）オール自撮り】雀荘カフェOPに向けがんばります❗️今回は防火防災管理者だよ📕【中田花奈プロ雀士への道#6】（2021年2月6日）[166]
- 【中田花奈（元乃木坂46）またまたオール自撮り】今回は食品衛生責任者になった❗️【中田花奈プロ雀士への道＃７】（2021年2月13日）[167]
- 【中田花奈（元乃木坂46）】いよいよプロテストにエントリー❗️合格できるカナ❗️❓【中田花奈プロ雀士への道＃８】（2021年2月20日）[168]
- 【中田花奈（元乃木坂46）】プロ雀士への道 大詰め❗️いよいよプロテスト目前カナ❗️【中田花奈プロ雀士への道＃９】（2021年2月27日）[169]
- 【最強の女優雀士🆚🔥中田花奈（元乃木坂46）】山本ひかる登場❗️さらに開始4分13秒後に重大発表❗️❗️【中田花奈プロ雀士への道＃10】（2021年3月6日）[170]
- 【生配信❗️❗️】中田花奈（元乃木坂46）麻雀プロテスト合格発表✨秋元真夏もサプライズで駆けつけたぞSP（2021年3月9日）[171]
- 【プロ雀士・中田花奈誕生✨】🆚最強女優プロ・山本ひかると熾烈バトル❗️【目指せ新人王!!プロ雀士・中田花奈（元乃木坂46）＃11】（2021年3月13日）[172]
- 【中田花奈 暴走❗️❓】今回も最強女優プロ・山本ひかると熾烈バトル❗️【目指せ新人王!!プロ雀士・中田花奈（元乃木坂46）＃12】（2021年3月20日）[173]
- 【登録者50万人突破記念】納言＆中田花奈が井口綾子・井桁弘恵とお酒を飲む！絶品おつまみから昆虫食、オセロ対決も！【動はじ春の生配信】（2021年3月20日）[174]
- 生配信✨【プロ雀士・中田花奈（元乃木坂46）麻雀対局】打倒❗️ナカダカナを誓う刺客と対戦🀄️だれ❗️❓（2021年3月27日）[175]
- 【プロ雀士・中田花奈（元乃木坂46）】快挙❗️初のプロ公式戦で決勝戦進出✨今回も最強女優プロ・山本ひかると熾烈バトル❗️（2021年4月3日）[176]
- 【中田花奈(元乃木坂46)🆚山本ひかる最終決戦】最強女優プロ・山本ひかるが反撃❣️熾烈バトル🔥（2021年4月10日）[177]
- 【中田花奈(元乃木坂46)】麻雀卓を買いに行きました🀄️【雀荘カフェオープンへの道】（2021年5月1日）[178]
- 【中田花奈(元乃木坂46)】プロ初のタイトル戦を大反省💦【目指せ❗️新人王🀄️プロ雀士・中田花奈】（2021年5月8日）[179]
- 【緊急生配信】中田花奈、重大発表‼️「麻雀カフェchun.」お披露目会見🎉（2021年5月14日）[180]
- 【中田花奈(元乃木坂46)】プロ初のタイトル戦でおかした重大ミス⁉️💦【目指せ❗️新人王🀄️プロ雀士・中田花奈】（2021年5月22日）[181]
- 【中田花奈(元乃木坂46)】純チャン狙いたいけど何切る⁉️💦【目指せ❗️新人王🀄️プロ雀士・中田花奈】（2021年5月29日）[182]
- 【中田花奈(元乃木坂46)】EX風林火山、奇跡の逆転優勝👑❤️‍🔥Mリーグ2020決勝戦を勝又プロと振り返る【目指せ❗️新人王🀄️プロ雀士・中田花奈】（2021年6月12日）[183]
- 【中田花奈❎勝又健志】EX風林火山👑❤️‍🔥Mリーグ2020決勝戦、熾烈な「条件戦」を勝又プロと振り返る【目指せ❗️新人王🀄️プロ雀士・中田花奈】（2021年6月19日）[184]
- 【中田花奈❌麻雀】勝又健志プロとEX風林火山👑奇跡の優勝「オーラス」を振り返る【目指せ❗️新人王🀄️プロ雀士・中田花奈】（2021年6月26日）[185]
- 【中田花奈🆚岡田紗佳🔥】「こんなところで負けてられない！」岡田、中田に厳しい洗礼❗️【目指せ新人王!!プロ雀士・中田花奈】（2021年7月17日）[186]
- 【中田花奈🆚岡田紗佳🔥🔥】負けられないリーチ対決、勝者は❗️❓【目指せ新人王!!プロ雀士・中田花奈】（2021年7月24日）[187]
- 【中田花奈🆚岡田紗佳🔥🔥🔥】中田、岡田から満貫直撃❗️逆襲始まる❗️❗️【目指せ新人王!!プロ雀士・中田花奈】（2021年7月31日）[188]
- 【EX風林火山・二階堂亜樹プロ参戦🔥】中田花奈、2人のMリーガーとガチ対決❗️❗️【目指せ新人王!!プロ雀士・中田花奈】（2021年8月7日）[189]
- 【Mリーガーガチ対決🔥最終決戦】中田花奈🆚岡田紗佳🆚二階堂亜樹❗️❗️【目指せ新人王!!プロ雀士・中田花奈】（2021年8月14日）[190]
- 【芸能界随一の雀士🔥ハライチ岩井勇気登場❗️】中田花奈とガチ対決❤️‍🔥【目指せ新人王!!プロ雀士・中田花奈】（2021年8月21日）[191]
- 【ハライチ岩井勇気🆚中田花奈❗️】岩井リードの中、中田が反撃🔥満貫リーチで逆転なるか❗️❓【目指せ新人王!!プロ雀士・中田花奈】（2021年8月28日）[192]
- 【ハライチ岩井勇気🔥最終決戦❗️】中田花奈トップ目で迎えた最終局…岩井、奇跡の逆転ハネマン❗️❓それとも…【目指せ新人王!!プロ雀士・中田花奈】（2021年9月4日）[193]
- 【最強❗️マムシの沢崎、参戦🔥】中田花奈🆚ハライチ岩井🆚Mリーガー沢崎誠…岩井、リベンジなるか❗️❓【目指せ新人王!!プロ雀士・中田花奈】（2021年9月11日）[194]
- 【中田花奈、大三元チャンス🔥】中田花奈🆚ハライチ岩井🆚Mリーガー沢崎誠…白熱の攻防、勝者は❗️❓【目指せ新人王!!プロ雀士・中田花奈】（2021年9月18日）[195]
- 【中田花奈、大反省💦】EX風林火山・勝又プロが中田の実戦を斬る🔥【目指せ新人王!!プロ雀士・中田花奈】（2021年10月2日）[196]
- 【中田花奈、大反省その２💦】EX風林火山・勝又プロによる「条件戦の“目の覚めるような”勝ち方理論」🀄️【目指せ新人王!!プロ雀士・中田花奈】（2021年10月9日）[197]
- 【二階堂姉妹🆚中田花奈】まさかの「姉妹バトル」勃発！？ガッチガチのガチ対決開幕🔥【目指せ新人王!!プロ雀士・中田花奈】（2021年10月23日）[198]
- 【中田花奈🔥二階堂姉妹】瑠美「ハネ確」リーチに対して中田、渾身の「追っかけリーチ」！！…果たして！？【目指せ新人王!!プロ雀士・中田花奈】（2021年10月30日）[199]
- 【中田花奈🔥二階堂姉妹】亜樹に真っ向勝負！配牌でドラのダブトン対子だっ！！【目指せ新人王!!プロ雀士・中田花奈】（2021年11月6日）[200]
- 【中田花奈🆚二階堂姉妹🔥】中田、意地のハネ満ツモ！さあ、逆襲だ！！【目指せ新人王!!プロ雀士・中田花奈】（2021年11月13日）[201]
- 【中田花奈🆚EX風林火山】二階堂姉妹・藤沢監督が中田を包囲…一発勝負の東風戦だ！！【目指せ新人王!!プロ雀士・中田花奈】（2021年11月20日）[202]
- 【中田花奈🆚アルピー酒井】新シリーズ開幕！新婚アルピー酒井に「絶対負けない」と鬼闘志🔥負けたらバカラグラスだ！！【目指せ新人王!!プロ雀士・中田花奈】（2021年12月4日）[203]
- 【中田花奈🆚アルピー酒井②】ガチリーチ対決🔥実況日吉も絶叫！！結果は！？【目指せ新人王!!プロ雀士・中田花奈】（2021年12月11日）[204]
- 【中田花奈❌アルピー酒井③】中田、正念場の親番🔥「全ツッパ手」入ったっ！！【目指せ新人王!!プロ雀士・中田花奈】（2021年12月18日）[205]
- 【激レア！中田花奈が感情大爆発】親のアルピー酒井に対して執念の悶絶一打！真っ向勝負リーチだっ！！【目指せ新人王!!プロ雀士・中田花奈】（2021年12月25日）[206]
- 【中田花奈、三倍満チャンス】実況日吉吠える!!「メンホン、ダブ南、中、チャンタ…」オーラス大逆転へ大物手入る！！【目指せ新人王!!プロ雀士・中田花奈】（2022年1月8日）[207]
- 【中田花奈vs和田まんじゅう（ネルソンズ）】新対決スタート!!中田、「絶対トップを獲る!!」快調スタート！！【目指せ新人王!!プロ雀士・中田花奈】（2022年1月15日）[208]
- 【中田花奈、トップ守れるか！？】和田まんじゅう（ネルソンズ）が攻める！！【目指せ初タイトル!!プロ雀士・中田花奈】（2022年1月22日）[209]
- 【中田花奈「手牌が当たり牌だらけ…」】和田まんじゅう（ネルソンズ）と大激戦！！いよいよ後半戦！【目指せ初タイトル!!プロ雀士・中田花奈】（2022年1月29日）[210]
- 【中田花奈「スーパー配牌入った!!!!」】vs和田まんじゅう（ネルソンズ）ついに決着！！結末は！？【目指せ初タイトル!!プロ雀士・中田花奈】（2022年2月5日）[211]
- 【中田花奈、勝又プロ相手に大金星!?】vs和田まんじゅう（ネルソンズ）にEX風林火山・勝又プロも参戦！！【目指せ初タイトル!!プロ雀士・中田花奈】（2022年2月12日）[212]
- 【中田花奈、Mリーグに潜入!!】2年ぶりに開催！「Mリーグ2021 プレミアムナイト」で選手に突撃インタビュー【目指せ初タイトル!!プロ雀士・中田花奈】（2022年4月9日）[213]
- 【中田花奈vsノブコブ徳井】“勝ちにこだわる”中田vs“足を引っ張る”徳井…真剣勝負が開幕！！【目指せ初タイトル!!プロ雀士・中田花奈】（2022年4月16日）[214]
- 【中田花奈、何を切る！？vsノブコブ徳井】ハイテイで聴牌！しかしドラはロン牌…凌げるか！？【目指せ初タイトル!!プロ雀士・中田花奈】（2022年4月23日）[215]
- 【守りの中田花奈vs攻めのノブコブ徳井】徳井の速攻！中田、どう対処する！？【目指せ初タイトル!!プロ雀士・中田花奈】（2022年4月30日）[216]
- 【中田花奈vsノブコブ徳井、最終局】四暗刻イーシャンテンのチャンス手が入る！！果たして！？【目指せ初タイトル!!プロ雀士・中田花奈】（2022年5月7日）[217]
- 【中田花奈vsまりちゅう】同期プロ…絶対に負けられない戦いが開幕!!【目指せ初タイトル!!プロ雀士・中田花奈】（2022年5月14日）[218]
- 【中田花奈vsまりちゅうガチバトル】中田花奈、気合いのドラ単騎リーチ!!【目指せ初タイトル!!プロ雀士・中田花奈】（2022年5月21日）[219]
- 【中田花奈vsまりちゅう最終決戦!!】中田花奈、執念の連荘!!【目指せ初タイトル!!プロ雀士・中田花奈】（2022年5月28日）[220]
- 【中田花奈🆚本気Mリーガー】渋谷ABEMAS日向藍子が参戦！現役Mリーガーとガチ対決する新シリーズがスタート！！【目指せ初タイトル!!プロ雀士・中田花奈】（2022年7月23日）[221]
- 【中田花奈🆚日向藍子】序盤トップ目も・・・全員反撃開始！中田、執念の親番！！【目指せ初タイトル!!プロ雀士・中田花奈】（2022年7月30日）[222]
- 【中田花奈㊗️ハピバ🎉２着目からの満貫ツモ❗️】🆚Mリーガー日向藍子…壮絶アガリ合戦開幕！！【目指せ初タイトル!!プロ雀士・中田花奈】（2022年8月6日）[223]
- 【白熱のオーラス】中田花奈🆚Mリーガー日向藍子…中田、上がれば逆転トップ！結末は！？【目指せ初タイトル!!プロ雀士・中田花奈】（2022年8月13日）[224]
- 【重大発表あり】新章開幕！🆚Mリーガー高宮まり…淑女なベルセルクの攻撃力！【目指せ初タイトル!!プロ雀士・中田花奈】（2022年8月20日）[225]
- 【中田花奈🆚高宮まり】最強戦に向けて条件戦に挑む！中田、決死のリーチをかける！！【目指せ初タイトル!!プロ雀士・中田花奈】（2022年8月27日）[226]
- 【攻めるか守るか】中田花奈🆚Mリーガー高宮まり…２着条件の戦い方を学ぶ！【目指せ初タイトル!!プロ雀士・中田花奈】（2022年9月3日）[227]
- 【中田花奈🆚高宮まり】最強戦に向けての２着条件戦！いよいよ最終決戦！【目指せ初タイトル!!プロ雀士・中田花奈】（2022年9月10日）[228]
- 【中田花奈が美女軍団と初タッグ戦・新企画】中田花奈&まりちゅうペア🆚一瀬由梨&大月れみ【目指せ初タイトル!!プロ雀士・中田花奈】（2022年10月1日）[229]
- 【中田花奈が美女軍団とタッグ戦】中田花奈&まりちゅうペア🆚一瀬由梨&大月れみ２回戦【目指せ初タイトル!!プロ雀士・中田花奈】（2022年10月8日）[230]
- 【小四喜ハダカ単騎!!】中田花奈＆まりちゅう🆚一瀬由梨＆大月れみ　泣きの３回戦【目指せ初タイトル!!プロ雀士・中田花奈】（2022年10月15日）[231]
- 【中田花奈❌オーイシマサヨシ麻雀対決🔥】夢のタッグ戦‼️中田花奈&和田まんじゅう🆚オーイシマサヨシ&草野華余子【目指せ初タイトル!!プロ雀士・中田花奈】（2022年10月29日）[232]
- 【オーイシマサヨシ、オーラス逆転ツモ‼️】中田花奈・和田まんじゅう🆚オーイシマサヨシ・草野華余子 豪華タッグ戦✨【目指せ初タイトル!!プロ雀士・中田花奈】（2022年11月5日）[233]
- 【中田花奈❌オーイシマサヨシ麻雀対決🔥】２回戦開始‼️中田花奈&和田まんじゅう🆚オーイシマサヨシ&草野華余子【目指せ初タイトル!!プロ雀士・中田花奈】（2022年11月12日）[234]
- 【中田花奈❌オーイシマサヨシ激戦🔥】鬼ヅモ炸裂…勝つのは!?中田花奈&和田まんじゅう🆚オーイシマサヨシ&草野華余子【目指せ初タイトル!!プロ雀士・中田花奈】（2022年11月19日）[235]
- 【鈴木もぐら&岡野陽一参戦🔥】中田花奈＆トンツカタン・櫻田佑🆚岡野陽一＆空気階段・鈴木もぐら 【目指せ初タイトル!!プロ雀士・中田花奈】（2022年12月3日）[236]
- 【鈴木もぐら&岡野陽一🔥中田花奈】ラスト400点差の攻防…勝つのは⁉︎トンツカタン・櫻田佑がラストに奇跡起こす⁉️🆚【目指せ初タイトル!!プロ雀士・中田花奈】（2022年12月10日）[237]
- 【鈴木もぐら&岡野陽一🔥中田花奈】東１局から鈴木もぐらが猛攻‼️熾烈な争いスタート🔥🔥🔥【目指せ初タイトル!!プロ雀士・中田花奈】（2022年12月17日）[238]
- 【鈴木もぐら&岡野陽一🔥中田花奈】くずパチコンビ4万点リード…しかし!!中田花奈オーナーの意地🔥🔥🔥ラストにすごいドラマが！【目指せ初タイトル!!プロ雀士・中田花奈】（2022年12月24日）[239]
- 【中田花奈】VSアルピー酒井リベンジマッチ‼️１年間の成長を見せられるか⁉️🔥🔥🔥【目指せ初タイトル!!プロ雀士・中田花奈】（2023年1月14日）[240]
- 【中田花奈】VSアルピー酒井リベンジマッチ‼️バチバチの高打点の応酬❗️制するのは⁉️🔥🔥🔥【目指せ初タイトル!!プロ雀士・中田花奈】（2023年1月21日）[241]
- 【中田花奈VSアルピー酒井】いよいよ決着…ラスト劇的展開🔥🔥🔥「番組史上最大の熱戦」リベンジマッチ‼️【目指せ初タイトル!!プロ雀士・中田花奈】（2023年1月28日）[242]
- 【中田花奈🆚EX風林火山・勝又健志】ついに軍師登場‼️中田・アルピー酒井…最強プロから奇跡の金星奪えるか！？勝又も負けられない戦い🔥🔥🔥果たして⁉️【目指せ初タイトル!!プロ雀士・中田花奈】（2023年2月4日）[243]
- 【重大発表あり】中田花奈vsじゃいvs山本ひかる🔥🔥🔥【目指せ初タイトル!!プロ雀士・中田花奈】（2023年2月18日）[244]
- 【中田花奈VSじゃいVS山本ひかる】大物手炸裂‼️三者バチバチの前哨戦‼️🔥🔥🔥【目指せ初タイトル!!プロ雀士・中田花奈】（2023年2月25日）[245]
- 【中田花奈VSじゃいvs山本ひかる】波乱の後半戦‼️勝利は誰の手に？🔥🔥🔥【目指せ初タイトル!!プロ雀士・中田花奈】（2023年3月7日）[246]
- 【中田花奈🆚EX風林火山・勝又健志】またもや軍師登場‼️じゃい・山本ひかる…Mリーグトップ選手から下剋上なるか！？勝又も負けられない戦い🔥🔥🔥果たして⁉️【目指せ初タイトル!!プロ雀士・中田花奈】（2023年3月11日）[247]
- 【豪華✨麻雀生配信】中田花奈vs瀬川瑛子vs浅香唯…各界の猛者が集結🔥「第1回動はじ麻雀カップ」3/25(土)午後5時スタート!!【目指せ初タイトル!!プロ雀士・中田花奈】（2023年3月25日）[248]

- 中田花奈のウマくなりたい！（2023年7月21日 - YouTube）[249]
- 【麻雀】男３人で元乃木坂46の美人プロ雀士・中田花奈を完膚なきまでぶっ潰す！（2025年1月20日、エガちゃんねる）[250]

### イベント
- フューチャーアイドルパーティースペシャル『アイドルプラネット プレミアムLIVE Ver.2.5』（2014年4月23日、duo MUSIC EXCHANGE）MC[251]
- ホップ! ステップ! アイドルプラネット!!（2014年12月18日、duo MUSIC EXCHANGE）MC[252]
- TOKYO IDOL FESTIVAL 2017「TIF2017楽屋裏生中継」（2017年8月4日）MC[253]

## 書籍

### 写真集
- 季刊 乃木坂 vol.1 早春（2014年3月5日、東京ニュース通信社、他モデル：西野七瀬、井上小百合、桜井玲香、中元日芽香、樋口日奈、若月佑美、和田まあや、北野日奈子）ISBN 978-4863363878[9]
- 好きなことだけをしていたい（2020年10月13日、光文社、撮影：桑島智輝）ISBN 978-4334902612[43][254]
- 掻き立てる（2025年5月27日、講談社、撮影：笠井爾示）ISBN 978-4065398012[67]

### フォトエッセイ
- 解析メモリアル（2025年3月18日、KADOKAWA）ISBN 978-4048978248[255]

### デジタル写真集
- Last of my 20s（2024年9月13日、講談社［ヤンマガデジタル写真集］、撮影：笠井爾示）[256]
- 美しい人（2024年10月31日、講談社［FRIDAYデジタル写真集］、撮影：熊谷貫）[257]
- もっとずっと、かなりん（2025年2月14日、講談社［ヤンマガデジタル写真集］、撮影：LUCKMAN）[258]

### 単行本
- 「バフェットの投資術」を学んだら、生き方まで変わった話。（2020年12月5日、PHP研究所、中田花奈・濱本明著）ISBN 978-4569848419[50]

### 雑誌連載
- 別冊カドカワ 総力特集 乃木坂46 vol.01〜04（2016年4月2日 - 2017年7月3日、KADOKAWA）- 中田選抜選定委員会[259]